# Isidora Hernández
 Isidora Jeanette Hernández Merino  (Santiago, Chile; 22 de agosto de 1996), es una futbolista chilena, con doble nacionalidad italiana. Juega como delantera y su equipo actual es el Deportivo Cali Femenino de la Liga Profesional Femenina de Fútbol de Colombia. Es internacional absoluta por la selección de Chile desde 2021.

## Trayectoria
Se formó durante toda su carrera juvenil en la Universidad Católica. En 2015 se cambió al rival Universidad de Chile por un solo semestre, ya que a mediados de ese año parte al Limestone College de Estados Unidos.
A principios de 2016 Hernández vuelve a la U y ese mismo año consigue su primer título profesional.
Tras 4 años lejos del club cruzado, vuelve a Universidad Católica en 2019. 
En 2020 es contratada por Santiago Morning, club en el cual consigue su segundo título profesional y en el cual milita actualmente.
El 18 de enero de 2023, es contratada por Deportivo Cali Femenino para afrontar la Liga Profesional Femenina de Fútbol de Colombia.

## Clubes
| Club                 | País           | Año             |
| -------------------- | -------------- | --------------- |
| Universidad Católica | Chile          | 2011-2013       |
| Universidad de Chile | Chile          | 2015            |
| Limestone College    | Estados Unidos | 2015            |
| Universidad de Chile | Chile          | 2016-2018       |
| Universidad Católica | Chile          | 2019            |
| Santiago Morning     | Chile          | 2020-actualidad |

## Palmarés

### Títulos nacionales
| Título              | Club                 | País  | Año             |
| ------------------- | -------------------- | ----- | --------------- |
| Campeonato Nacional | Universidad de Chile | Chile | Apertura 2016   |
| Campeonato Nacional | Santiago Morning     | Chile | Transición 2020 |